# Ронкофераро
Ронкофера̀ро (на италиански: Roncoferraro, на местен диалект: Roncafrar, Ронкафърар) е градче и община в Северна Италия, провинция Мантуа, регион Ломбардия. Разположено е на 25 m надморска височина. Населението на общината е 7182 души (към 2014 г.).